# تست تحمل گلوکز خوراکی

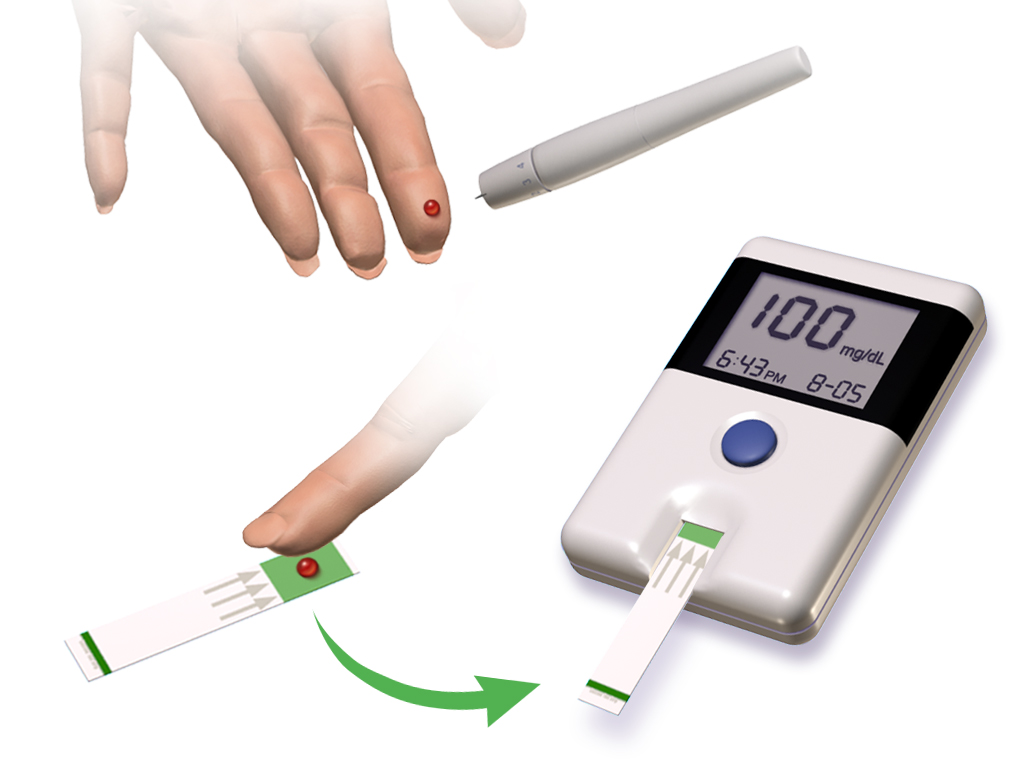
تست تحمل گلوکز خوراکی

تست تحمل گلوکز خوراکی (به انگلیسی: glucose tolerance test)  یک آزمون پزشکی است که در آن گلوکز به بیمار داده می‌شود، و سپس نمونه خون گرفته می‌شود. و سرعت پاک سازی آن از خون در آن بررسی می‌شود. از این تست معمولاً برای تشخیص دیابت، مقاومت به انسولین و اختلال سلول‌های بتا استفاده می‌شود. 